# مرادقلي (مقاطعة ديواندرة)
مرادقلي (بالفارسية: مرادقلی) هي قرية تقع في قسم قراتورة الريفي (مقاطعة ديواندرة) في إيران. يقدر عدد سكانها بـ 63 نسمة بحسب إحصاء 2016.